# Chrustalne
Chrustalne (ukrainisch Хрустальне; russisch Хрустальное/Chrustalnoje) ist eine Siedlung städtischen Typs im Süden der ukrainischen Oblast Luhansk mit etwa 1400 Einwohnern.
Der Ort gehört administrativ zur Stadtgemeinde der 6 Kilometer östlich liegenden Stadt Krasnyj Lutsch und bildet eine eigene Siedlungsratsgemeinde zu der auch die Siedlung städtischen Typs Knjahyniwka und die Ansiedlung Chrustalnyj (Хрустальний) gehören, die Oblasthauptstadt Luhansk befindet sich 56 Kilometer nordöstlich des Ortes.
Chrustalne wurde 1784 gegründet und wurde 1938 zur Siedlung städtischen Typs erhoben. Seit Sommer 2014 ist der Ort im Verlauf des Ukrainekrieges durch Separatisten der Volksrepublik Lugansk besetzt.